# Чинчайсую

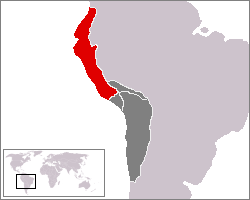
Чинчайсую

Чинчайсую (Chinchay Suyu) — одна з найбільших частин-«чвертей» (сую) імперії інків Тауантінсую. Розташовувалася на північний захід від Куско, мало кордони з племенами племен на північному заході південної Америки, що не були підкорені інками. Символом Чинчайсую був червоний колір. складалася з 44 уамані (провінцій). Сьогодні — це території Перу, Еквадору та Колумбії.

## Історія
Була утворена у середині XV ст. Сапа Інкою Пачакутеком після підкорення держави Чинча (звідси походить назва цієї сую). На той час обіймала невелику територію. Завдяки походам Капак Юпанкі розширилася на північ включно з територією міста-держави Кахамарка. В часи загарбницьких походів імператорів Тупак Юпанкі та Уайни Капака до її складу увійшли землі держав Чиму, Кіту, Тумбес, племен каньярі, пата, карангі. Зрештою столицею Чинчайсую стало місто Тумебамба.
Чинчайсую сильно постраждала під час боротьби за владу між братами Атауальпою та Уаскаром, в результаті чого багато міст чверті та сільське населення значно постраждали. Надалі було місцем спротиву інків на чолі з Руміньяві та Кіскісом проти іспанських загарбників.

## Економіка
Стала однією з важливіших «чвертей» імперії: добували різні метали, зокрема платину, срібло. Уславилося майстрами з обробки металів, створення керамічних виробів, цінних тканин. Широко розвитку набуло землеробство й скотарство, а й особливо рибальство. Було важливим шляхом у внутрішній та зовнішній торгівлі. Крім того, розташовувалися відомі лазні та купальні, мінеральні джерела для Сапа Інки.

## Уамані
- Атауілью
- Ауавака
- Кахамарка
- Кахатамбо
- Калуа
- Касма
- Чачапоя
- Чанчай
- Чао
- Чикама
- Чилька
- Чимботе
- Чиму
- Чинча
- Чинчайкуча
- Кончуко
- Уакрачуко
- Уамачуко
- Уамалі
- Уамбо
- Уанкабамба
- Уанкауілька
- Уануко
- Уаруко
- Уармей
- Уаура
- Уайльа
- Ламбаєке
- Ліма
- Лурін
- Мала
- Мойобамба
- Непеньа
- Окро
- Олмос
- Пакасмайо
- Пармунка
- Пінко
- Піско
- Пієрія
- Тарма
- Тумбес
- Віру
- Яуйо